# Mamporal (paroisse civile)
Pour les articles homonymes, voir Mamporal.
Mamporal est l'unique paroisse civile de la municipalité de Buroz dans l'État de Miranda au Venezuela. Sa capitale est Mamporal. En 2011, sa population s'élève à 27 515 habitants.

## Géographie

### Démographie
Hormis sa capitale Mamporal, la paroisse civile possède plusieurs localités :
- Agua Salud
- Belén
- Cogollal
- El Bambú
- El Colorado
- El Toro
- El Ladrillo
- El Patuco
- El Tigre
- Gamelotal
- La Maravilla
- La Troja
- Las Lapas
- Los Hernández
- Los Serranos
- Los Torros
- Los Velásquez
- Mamporal
- Mazapa
- Rivero
- San Juan
- San Vicente
- Santa Rosalía